# Ramakrishnaia gracilis
Ramakrishnaia gracilis är en insektsart som beskrevs av Kevan, D.K.M. 1964. Ramakrishnaia gracilis ingår i släktet Ramakrishnaia och familjen Pyrgomorphidae. Inga underarter finns listade i Catalogue of Life.